# Битка при Козлуджа
Битката при Козлужда (Везир-Козлуджа) се провежда между руската армия под командването на Александър Суворов и Михаил Каменски, и турската армия под ръководството на Хаджи Абдур Резак в хода на Руско-турската война от 1768 – 1774.

## Ход на военните действия
Кампания от 1774 година има за цел настъпление към Шумен, където се намира великия везир. Към Шумен се отправя резервен корпус под командването на Суворов (14 хиляди души с 14 оръдия) и дивизията на Каменски (10 850 души с 23 оръдия). Дивизията на Каменски влиза в бой на 2 юни, а на 8 юни се присъединява войската на Суворов на 7 км от него при село Юшенли. В същото време от към Козлуджа пристига 40 000 армия на Хаджи Абдур Резак. Между Юшенли и Козлуджа се разполага Делиорманския (Лудогорския) лес.
На 9 юни в руския щаб се получава съобщение, че турците се намират на изхода на леса. Насреща им е изпратена кавалерия. Турците отстъпват обратно в леса и руската кавалерия се втурва да ги преследва, а на другия му край турски части я очакват. Османските части атакуват казашките отряди, които са авангарда и се опитват да ги отрежат от основния отряд. Казаците бързо отстъпват и поради тясното пространство започва да се появява объркване във войската. Каменски веднага започва да изтегля войниците си от леса, като изпраща на помощ ескадрон казаци копиеносци и два ескадрона хусари. Едновременно с това извиква пехотата от лагера. Като краен резултат руската армия успешно излиза от леса и се строява в боен ред на изхода от него.
Опита на турците да атакуват руската войска на различни флангове и навлизането в тила не се увенчават с успех и те са принудени да отстъпят. Суворов, заедно с частите си, започва да ги преследва, излиза от леса и се натъква на войските, които пазят Козлуджа. В негова помощ Каменски изпраща останалата част от армията. Построявайки армията в каре в една линия и оставяйки в резерва Суздалския и Севския полк, Суворов настъпва и отхвърля турците от височините. След това Суворов подлага долината, където са турците, на артилерийски обстрел и продължава нападението. В осем часа вечерта турците отстъпват, изоставяйки лагера си.

## Последици
Победа в битката при Козлуджа значително приближава края на война. Скоро след битката турското командване поисква мир, а вече на 10 юли се сключва договорът от Кючук Кайнарджа.

## Памет
От 1950 г. селището, разположено в близост до бойното поле, е наречено на генерал Суворов, а в центъра му е издигнат паметник на загиналите в битката.